# Monodactílids
Els monodactílids (Monodactylidae) són una família de peixos de l'ordre dels perciformes. Els peixos d'aquesta família inclouen espècies que es venen com peixos d'aquari, sobretot Monodactylus argenteus.